# Анкерна вилка

Анімація роботи анкерної вилки

А́нкерна ви́лка — механічний пристрій, який обмежує обертання зубчастого колеса, контролюючи передачу йому енергії. Застосовується в годинниках та інших механізмах.